# Rhynchosteres mandibularis
Rhynchosteres mandibularis is een insect dat behoort tot de orde vliesvleugeligen (Hymenoptera) en de familie van de schildwespen (Braconidae). De wetenschappelijke naam van de soort werd voor het eerst geldig gepubliceerd door Kimani-Njogu & Wharton in 2002.